# Fissiscapus
Fissiscapus Millidge, 1991 è un genere di ragni appartenente alla famiglia Linyphiidae.

## Distribuzione
Le tre specie oggi attribuite a questo genere sono state reperite in America meridionale: due sono endemiche della Colombia, e una dell'Ecuador.

## Tassonomia
A dicembre 2011, si compone di tre specie:
- Fissiscapus attercop Miller, 2007 — Ecuador
- Fissiscapus fractus Millidge, 1991 — Colombia
- Fissiscapus pusillus Millidge, 1991[3] — Colombia